# Eleda Stadion
Eleda Stadion, fram till 2018 Swedbank Stadion, även kallad Nya Malmö Stadion, är den fotbollsstadion i Malmö som Malmö FF sedan 2009 har som hemmastadion.

## Historik
Det första spadtaget togs 23 april 2007 och invigning av stadion skedde den 13 april 2009. Stadion ligger i Stadionområdet i Malmö, mellan Stadiongatan och gamla Malmö Stadion. Stadion var spelplats för finalen i U21-EM i fotboll för herrar 2009 mellan Tyskland och England den 29 juni 2009.
Det första målet på Stadion gjordes av Labinot Harbuzi den 13 april 2009 under invigningsmatchen mot Örgryte IS i Allsvenskan, en match som Malmö FF vann med 3–0.

## Namn på arenan
Den 12 juli 2007 offentliggjorde Malmö FF att namnrättigheterna sålts till Sparbanken Skåne, som förbundit sig att betala minst 5 miljoner kronor per år under tio år för att arenan ska heta Swedbank Stadion. Swedbank lånade också ut 300 miljoner kronor till bygget.
Den 20 december 2019 blev det klart att Eleda skulle bli ny namnpartner till Stadion, som den kallats under de två år som gått efter att avtalet med Swedbank löpt ut.
Då internationella matcher har spelats på arenan, såsom med Malmö FF:s matcher inom Uefa Champions League och ungdoms-EM sommaren 2009, har arrangören Uefa inte accepterat namnet eftersom Swedbank inte är sponsor till Uefa. Arenan har då kallats Malmö New Stadium. Ståplatser är inte tillåtet under Uefa-arrangemang, varför också ståplatserna tillfälligt försetts med stolar under de arrangemangen.
Då Malmö FF 2014 skulle möta Red Bull Salzburg i playoff-matchen till Champions League krävde supportrarna till Malmö FF att energidrycken Red Bull inte skulle säljas under matchen. De österrikiska journalisterna och ledare till RB Salzburg blev upprörda och kallade det hela "bizarren psycho scharmützel". Stämningen som piskades upp inför matchen omnämndes tidigt som ett avgörande inslag. Journalister benämnde Swedbank Stadion som en "hexenkessel" ("Häxkittel").

## Byggnaden
Stadion ritades av Fojab Arkitekter och Berg Arkitektkontor, med Byggteknik i Skåne som byggnadskonstruktör. Den byggdes av PEAB; betongstommen med läktare utfördes på totalunderentreprenad av Strängbetong, och takkonstruktionen i stål utfördes på totalunderentreprenad av Ruukki.
Stadion är 27 meter hög och rymmer 21 000 sittplatser eller alternativt 18 000 sittplatser + 6 000 ståplatser, samt 144 pressplatser.
Den består av två etager på alla läktarsidor förutom på den norra läktaren, där det finns ett ståplatsetage. Spelplanen har måttet 105×68 meter och utgörs av hybridgräs. På kortsidorna finns två storbildsskärmar med en storlek på över 50 kvadratmeter var. 
Förutom souvenirbutiker, restauranger, kontor, 200 löpmeter kiosker och konferenslokaler rymmer arenan 55 loger, 2 000 klubbstolar och restaurang med namnet 1910 – Mat, fest och fantasi på den norra läktaren, en av Sveriges största med en serveringskapacitet på 2 000 gäster. Stadions utformning innebär spel i nord- och sydgående riktning vid fotbollsmatcher.

### Utbildning och kontor
2 450 kvadratmeter i innandömet hyrs ut till Utbildningsförvaltningen inom Malmö stad som utbildningslokaler för närmare 400 elever från Malmö Idrottsgymnasium och idrottsklasser på högstadiet, inklusive Malmö FF:s fotbollsakademi. Dessutom hyser byggnaden bland annat huvudkontor för Skåneidrotten och för några företag med anknytning till verksamheten.

### Ekonomi och förvaltning
Stadion ägs till 100% av MFF Event AB,  som i sin tur är helägt av Malmö FF. Den beräknade totalkostnaden för bygget uppskattas till cirka 695 miljoner kronor.

## Utmärkelser
Byggnaden tilldelades Stålbyggnadsinstitutets Stålbyggnadspriset för 2009.

## Publikrekord
Tidiga publikrekord på stadion innefattar:
Allsvenskan:

Malmö FF–Mjällby AIF 2–0: 24 148 (7 november 2010)
Landslagsfotboll:

Sveriges A-landslag–San Marino 6–0: 21 083 (Kval till EM 2012: 7 september 2010)

## Bilder

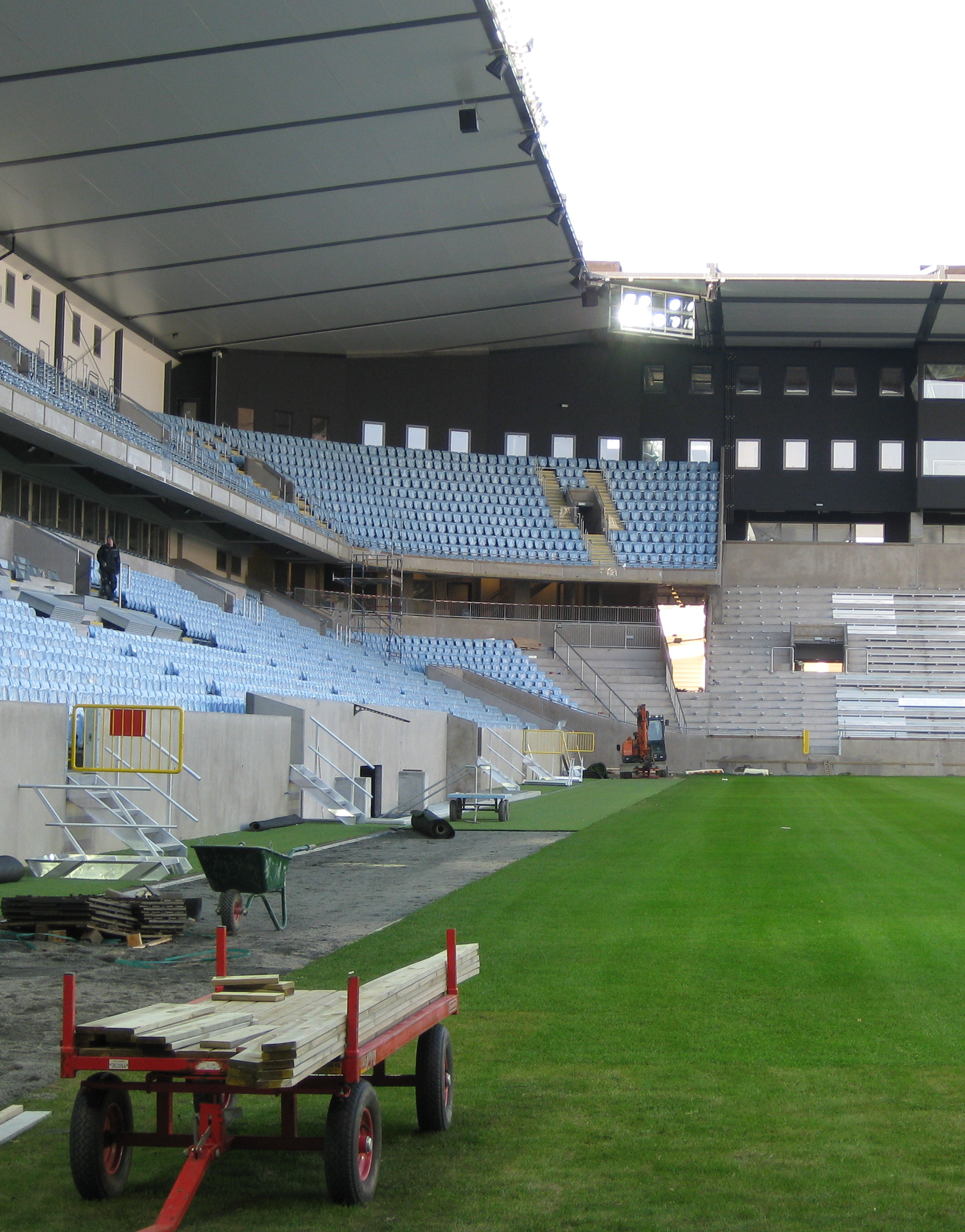
Inuti Swedbank Stadion, mars 2009
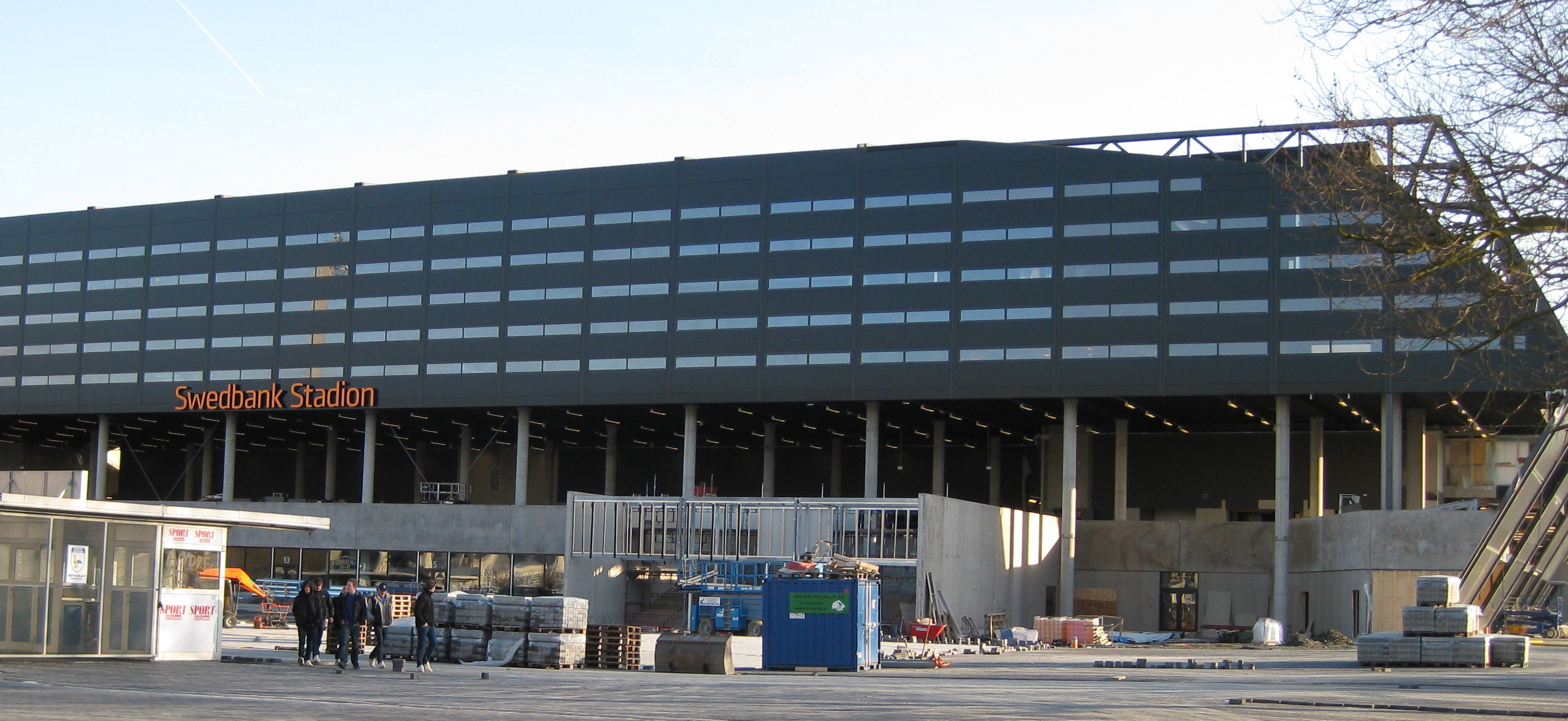
mars 2009
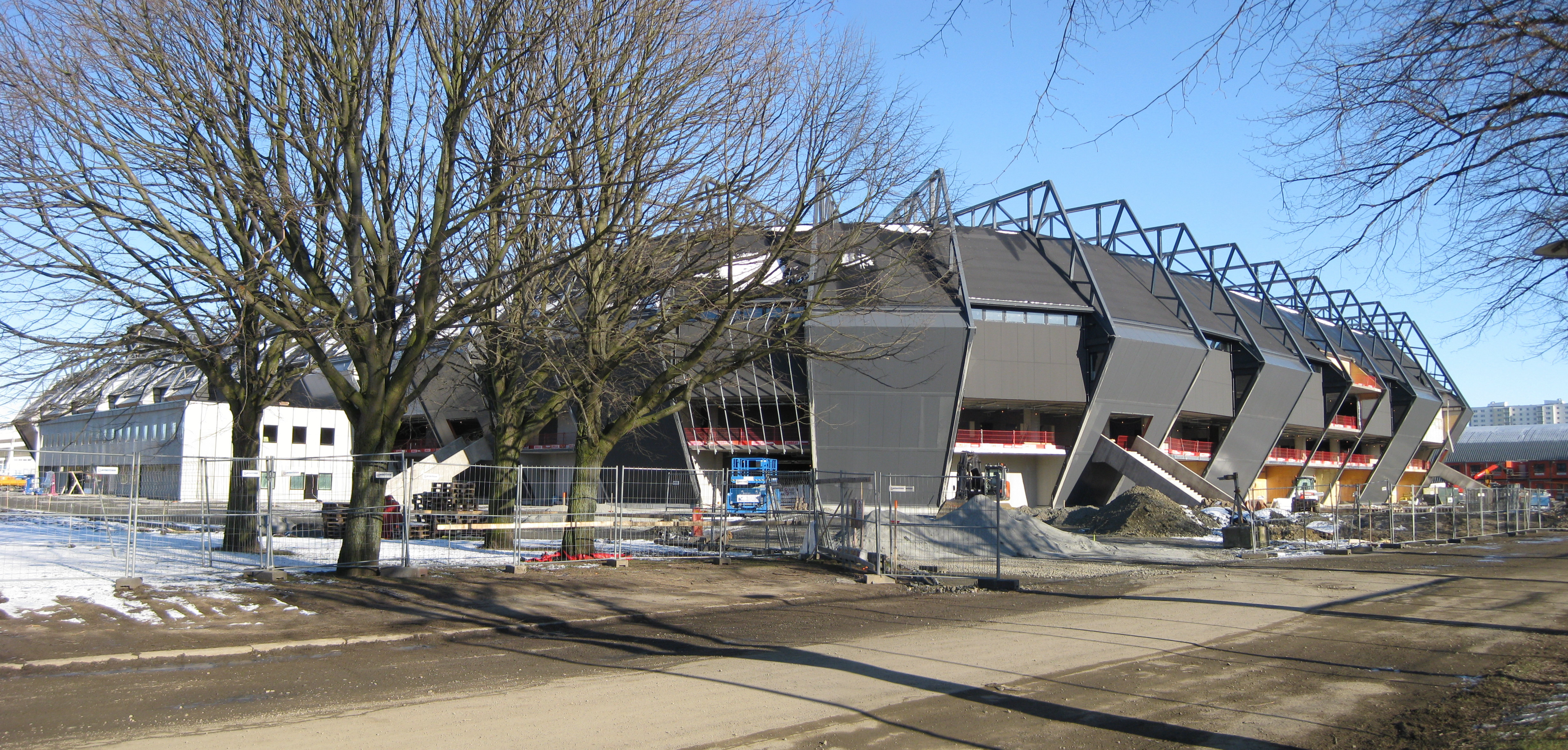
februari 2009